# Чемпионат Африки по хоккею на траве среди женщин 2013
Чемпионат Африки по хоккею на траве среди женщин 2013 — 6-й розыгрыш чемпионата по хоккею на траве среди женских команд. Турнир прошёл с 18 по 23 ноября 2013 года в городе Найроби (Кения). В турнире приняло участие 4 сборных. Одновременно там же проводился и чемпионат среди мужских команд.
Чемпионами стала (в 5-й раз в своей истории) сборная ЮАР, победив в финале сборную Ганы со счётом 3:2. Бронзовым призёром стала сборная Кении, обыгравшая в матче за 3-е место сборную Танзании со счётом 11:0.
Чемпионат также являлся квалификационным турниром для участия в чемпионате мира 2014. Путёвку на чемпионат получала одна команда — победитель турнира; соответственно, её получила сборная ЮАР.

## Подготовка к турниру
Первоначально турнир было запланировано провести с 25 сентября по 5 октября 2013 с участием шести команд. За два дня до начала турнира отказались участвовать в нём сборные Нигерии и Намибии. После террористического акта в Найроби в торговом центре «Nairobi Westgate Shopping Mall» чемпионат был перенесён на более поздний срок.

## Результаты игр
Время начала матчей указано по UTC+03:00

### Групповой этап
| Команда  | И | В | Н | П | ГЗ | ГП | +/- | Очки |
| -------- | - | - | - | - | -- | -- | --- | ---- |
| ЮАР      | 3 | 2 | 1 | 0 | 29 | 2  | +27 | 7    |
| Гана     | 3 | 2 | 1 | 0 | 22 | 3  | +19 | 7    |
| Кения    | 3 | 1 | 0 | 2 | 16 | 7  | +9  | 3    |
| Танзания | 3 | 0 | 0 | 3 | 0  | 56 | −56 | 0    |

     Проходят в финал
     Проходят в матч за 3-4 место

### Плей-офф

#### Матч за 3-е место
| 22 ноября 2013 13:00 | \| Кения \| 11 – 0 \| Танзания \| | .        |
| Кения                | 11 – 0                            | Танзания |

#### Финал
| 23 ноября 2013 13:00 | \| ЮАР \| 3 – 2 \| Гана \| | .    |
| ЮАР                  | 3 – 2                      | Гана |

## Итоговая таблица
| Место | Сборная  |
| ----- | -------- |
| 1     | ЮАР      |
| 2     | Гана     |
| 3     | Кения    |
| 4     | Танзания |